# 클라우지아 아브레우
클라우지아 아브레우(Cláudia Abreu, 1970년 10월 12일 ~ )는 브라질의 배우이다.

## 출연 작품
- 베레니스 (2017)
- 불협화음 (2008)
- 베이커 거리의 상고 (2001)
- 포데이즈 인 셉템버 (1997)
- 캐누도스 전투 (1997)